# Francisco Lima
Francisco Govinho Lima (Manaus, 17 aprile 1971) è un allenatore di calcio ed ex calciatore brasiliano, di ruolo centrocampista.

## Caratteristiche tecniche

### Giocatore
Mancino di piede, era un centrocampista maggiormente difensivo e dotato dal punto di vista fisico.

## Carriera

### Giocatore
Esordisce con il San Paolo, con cui gioca 6 partite nella Série A del campionato brasiliano fino al 1996, quando passa al Gaziantepspor. In Turchia resta fino al 1998 giocando 58 partite e segnando 3 gol, prima di trasferirsi allo Zurigo. In Svizzera colleziona 32 presenze e 7 reti.
Per la stagione 1999-2000 è acquistato dal Lecce: nel campionato d'esordio in Italia, mette a segno un gol in massima serie, nella gara vinta in casa contro la Juventus per 2-0. Il 17 ottobre 1999, nella gara con la Reggina, sostituisce tra i pali Chimenti dopo l'espulsione, avendo il Lecce già effettuato tutte e tre le sostituzioni consentite. Nella stagione seguente è al Bologna, sempre nella massima serie italiana.
Nel 2001 si trasferisce alla Roma, con cui vince la Supercoppa italiana. Rimane nella capitale per un quadriennio, venendo spesso impiegato come titolare da Capello. L'esperienza romana è tuttavia segnata anche da un grave episodio, risalente all'estate 2003: il giocatore rimane infatti coinvolto in un incidente stradale, attribuito al suo presunto stato di ebbrezza. Il fatto spinge la società a cercarne la cessione, addirittura a titolo gratuito: malgrado un principio d'accordo con il Kaiserslautern, l'offerta non si concretizza. Lima resta dunque in giallorosso sino alla fine della stagione 2003-2004, in cui viene impiegato con grande frequenza da Fabio Capello. Colleziona in totale 131 presenze senza gol con il club della capitale..
Nel 2004 è ceduto al Lokomotiv Mosca, con cui vince il campionato russo (2004) e la Supercoppa di Russia (2005), giocando 41 partite di campionato. Nel gennaio 2006 viene mandato in prestito al Qatar SC, dove resta fino all'estate dello stesso anno prima di trasferirsi a parametro zero alla Dinamo Mosca, con cui gioca solamente 7 partite di campionato.
Rimasto senza squadra dopo qualche mese, nel gennaio 2007 firma un contratto di sei mesi con il Brescia, che viene rinnovato anche per la stagione successiva. Con i lombardi colleziona 56 presenze e segna 3 gol. Nella sessione estiva del calciomercato 2008 lascia il Brescia dopo la scadenza del contratto per accasarsi al S.J. Earthquakes, negli Stati Uniti d'America con cui gioca 14 partite. Da gennaio 2009 inizia ad allenarsi con il Taranto, che ne ufficializza l'ingaggio il 20 gennaio. Con gli ionici colleziona solo 14 presenze. Nell'agosto 2009 firma per il Racale, società militante nel campionato di Promozione pugliese.
Nel gennaio 2010 fa ritorno in patria al Nacional-AM, poi in altre due squadre di Manaus, il Rio Negro e il São Raimundo-AM, prima di un primo ritiro dall'attività agonistica, avvenuto all'età di 40 anni. Nella stagione 2016-2017 torna a calcare i campi di calcio con la maglia dell'Otranto. club di Eccellenza pugliese rappresentante l'omonima cittadina del Salento, terra alla quale Lima è rimasto molto legato dopo l'esperienza da calciatore del Lecce.

### Allenatore
Sempre in Puglia, nel 2018, fa la sua prima esperienza da allenatore. L'annuncio arriva nel mese di giugno da parte dell'Uggiano Calcio, club militante nel campionato di Promozione pugliese.
Nel giugno 2019 gli viene affidata la panchina della Deghi Calcio, squadra esordiente nel campionato di Eccellenza pugliese, ma l'esperienza si conclude con l'esonero già nel settembre dello stesso anno. Nel 2021 la sua scuola calcio in Salento
Il 3 marzo 2022 assume la guida del Galatina, squadra militante nel campionato pugliese di Promozione.  Al termine della stagione non riesce ad evitare la retrocessione in Prima Categoria e non viene confermato.

## Statistiche

### Presenze e reti nei club
Statistiche aggiornate al 3 maggio 2009.
| Stagione               | Squadra                | Campionato             | Campionato | Campionato | Coppe nazionali | Coppe nazionali | Coppe nazionali | Coppe continentali | Coppe continentali | Coppe continentali | Altre coppe | Altre coppe | Altre coppe | Totale | Totale |
| Stagione               | Squadra                | Comp                   | Pres       | Reti       | Comp            | Pres            | Reti            | Comp               | Pres               | Reti               | Comp        | Pres        | Reti        | Pres   | Reti   |
| ---------------------- | ---------------------- | ---------------------- | ---------- | ---------- | --------------- | --------------- | --------------- | ------------------ | ------------------ | ------------------ | ----------- | ----------- | ----------- | ------ | ------ |
| 1996-1997              | Gaziantepspor          | 1L                     | 31         | 1          | CT              | 5               | 0               | Int                | 4                  | 0                  | -           | -           | -           | 40     | 1      |
| 1997-1998              | Gaziantepspor          | 1L                     | 28         | 2          | CT              | 4               | 0               | -                  | -                  | -                  | -           | -           | -           | 32     | 2      |
| Totale Gaziantepspor   | Totale Gaziantepspor   | Totale Gaziantepspor   | 59         | 3          |                 | 9               | 0               |                    | 4                  | 0                  |             | -           | -           | 72     | 3      |
| 1998-1999              | Zurigo                 | A                      | 30         | 5          | CS              | 0               | 0               | CU                 | 6                  | 0                  | -           | -           | -           | 36     | 5      |
| lug. 1999              | Zurigo                 | A                      | 2          | 1          | CS              | 0               | 0               | -                  | -                  | -                  | -           | -           | -           | 2      | 1      |
| Totale Zurigo          | Totale Zurigo          | Totale Zurigo          | 32         | 6          |                 | 0               | 0               |                    | 6                  | 0                  |             | -           | -           | 38     | 6      |
| 1999-2000              | Lecce                  | A                      | 32         | 1          | CI              | 3               | 0               | -                  | -                  | -                  | -           | -           | -           | 35     | 1      |
| 2000-2001              | Bologna                | A                      | 29         | 0          | CI              | 2               | 0               | -                  | -                  | -                  | -           | -           | -           | 31     | 0      |
| 2001-2002              | Roma                   | A                      | 28         | 0          | CI              | 3               | 0               | UCL                | 11                 | 0                  | SI          | 0           | 0           | 42     | 0      |
| 2002-2003              | Roma                   | A                      | 28         | 0          | CI              | 6               | 0               | UCL                | 11                 | 0                  | -           | -           | -           | 45     | 0      |
| 2003-2004              | Roma                   | A                      | 32         | 0          | CI              | 4               | 0               | CU                 | 8                  | 0                  | -           | -           | -           | 44     | 0      |
| Totale Roma            | Totale Roma            | Totale Roma            | 88         | 0          |                 | 13              | 0               |                    | 30                 | 0                  |             | 0           | 0           | 131    | 0      |
| 2004                   | Lokomotiv Mosca        | PL                     | 15         | 0          | CR              | 1               | 0               | -                  | -                  | -                  | -           | -           | -           | 16     | 0      |
| 2005                   | Lokomotiv Mosca        | PL                     | 26         | 0          | CR              | 1               | 0               | UCL+CU             | 3+3                | 0                  | SR          | 1           | 0           | 34     | 0      |
| Totale Lokomotiv Mosca | Totale Lokomotiv Mosca | Totale Lokomotiv Mosca | 41         | 0          |                 | 2               | 0               |                    | 6                  | 0                  |             | 1           | 0           | 50     | 0      |
| 2006                   | Dinamo Mosca           | PL                     | 7          | 0          | CR              | 0               | 0               | -                  | -                  | -                  | -           | -           | -           | 7      | 0      |
| gen.-giu. 2007         | Brescia                | B                      | 20         | 1          | CI              | 0               | 0               | -                  | -                  | -                  | -           | -           | -           | 20     | 1      |
| 2007-2008              | Brescia                | B                      | 36+2       | 2+0        | CI              | 1               | 0               | -                  | -                  | -                  | -           | -           | -           | 39     | 2      |
| Totale Brescia         | Totale Brescia         | Totale Brescia         | 56+2       | 3+0        |                 | 1               | 0               |                    | -                  | -                  |             | -           | -           | 59     | 3      |
| 2008                   | S.J. Earthquakes       | MLS                    | 14         | 0          | OC              | 0               | 0               | -                  | -                  | -                  | -           | -           | -           | 14     | 0      |
| feb.-giu. 2009         | Taranto                | 1D                     | 12         | 0          | CI-LP           | 0               | 0               | -                  | -                  | -                  | -           | -           | -           | 12     | 0      |
| Totale carriera        | Totale carriera        | Totale carriera        | 370+2      | 13+0       |                 | 30              | 0               |                    | 46                 | 0                  |             | 1           | 0           | 449    | 13     |

## Palmarès

### Giocatore

#### Competizioni statali
- Campionato Cearense: 1

Ferroviário-CE: 1994

#### Competizioni nazionali
- Supercoppa italiana: 1

Roma: 2001
- Campionato russo: 1

Lokomotiv Mosca: 2004
- Supercoppa di Russia: 1

Lokomotiv Mosca: 2005

#### Competizioni internazionali
- Coppa CONMEBOL: 1

San Paolo: 1994
- Recopa Sudamericana: 1

San Paolo: 1994
- Coppa Master di Coppa CONMEBOL: 1

San Paolo: 1996
- Coppa dei Campioni della CSI: 1

Lokomotiv Mosca: 2005